# Saxicola caprata
La Saxicola caprata (Linneo, 1766) è una specie di uccello passeriforme della famiglia Muscicapidae.
Si trova tra l'Asia occidentale e l'Asia centrale, il subcontinente indiano e il sud-est asiatico. Sono riconosciute circa sedici sottospecie. Il suo habitat è la campagna o la prateria dove si trova arroccato sulla cima di alberi a spina corta o altri arbusti, alla ricerca di insetti da predare.
Nidificano in cavità nei muri di pietra o in buchi in un terrapieno, rivestendo il nido di erba e peli di animali. I maschi hanno un piumaggio nero con alcune zone del corpo bianche, la cui estensione del colore varia tra le popolazioni. Le femmine sono prevalentemente brunastre mentre i giovani sono maculati.